# Naomi Silman
Naomi Silman (Londres, 24 de setembro de 1971), é uma atriz, palhaça, diretora e pesquisadora britânica radicada no Brasil desde 1997. É reconhecida por sua atuação no LUME Teatro, núcleo de pesquisas teatrais vinculado à Universidade Estadual de Campinas (Unicamp). Silman desenvolve trabalhos centrados no teatro físico, na palhaçaria e em intervenções cênicas em espaços públicos.

## Biografia
Silman nasceu em Londres, Inglaterra. Graduou-se em Artes Cênicas pela Universidade de Londres e, entre 1996 e 1997, especializou-se em teatro físico e palhaçaria na École Philippe Gaulier e na École Internationale de Théâtre Jacques Lecoq, ambas localizadas em Paris.
Em 1997, mudou-se para o Brasil para integrar o LUME Teatro. Estabeleceu-se em Campinas, onde desenvolve uma carreira voltada à pesquisa cênica e à atuação em espetáculos autorais.

## Carreira

### LUME Teatro
Como atriz-pesquisadora no LUME Teatro, Silman participou da criação e apresentação de espetáculos que combinam diversas linguagens da cena contemporânea. Alguns dos trabalhos mais destacados incluem:
- Parada de Rua
- O Não-Lugar de Ágada Tchainik
- Shi-Zen, 7 Cuias
- Os Bem-Intencionados
- Pupik – Fuga em 2
- Mulher Barro
- Homenagem
- Oficina Montagem Abre-Alas
- PERCH

Também dirigiu espetáculos como Um Dia…, Kavka – Agarrado num Traço a Lápis e Sonho de Ícaro.

### Atuação internacional
Silman apresentou espetáculos e ministrou oficinas, palestras e demonstrações técnicas em diversos países, como Dinamarca, Noruega, Itália, França, Alemanha, Bélgica, Escócia, Inglaterra, Polônia, Portugal, Bolívia, Equador, Costa Rica, Colômbia, México, Estados Unidos, Canadá, Egito, Israel e Coreia do Sul.

### Cinema e televisão
Em 2013, estreou na televisão brasileira no telefilme E Além de Tudo Me Deixou Mudo o Violão, dirigido por Anna Muylaert e exibido pela TV Cultura. Interpretou Rita, uma mulher inglesa que enfrenta dificuldades de adaptação no Brasil e lida com o alcoolismo.

## Prêmios e reconhecimentos
Em 2013, o LUME Teatro recebeu o Prêmio Shell de Teatro na categoria Especial, pelo conjunto da obra e por seus 25 anos de pesquisa continuada na arte do ator. Silman foi uma das integrantes homenageadas.

## Publicações
Silman organizou o livro LUME Teatro 25 Anos, publicado pela Editora da Unicamp, que documenta a trajetória e a pesquisa desenvolvida pelo grupo.